# Christine Echtler-Schleich
Christine Echtler-Schleich  (geborene Echtler; * 12. April 1963) aus Peiting ist eine deutsche Skibergsteigerin. Sie ist Mitglied der deutschen Nationalmannschaft und ist die Schwester des Skibergsteigers Martin Echtler.

## Erfolge (Auswahl)
- 2003:
  - 7. Platz bei der Europameisterschaft Skibergsteigen Team mit Silvia Treimer

- 2004:
  - 8. Platz bei der Weltmeisterschaft Vertical Race
  - 9. Platz bei der Europameisterschaft Skibergsteigen Team mit Silvia Treimer

- 2005:
  - 9. Platz bei der Europameisterschaft Skibergsteigen Team mit Silvia Treimer
  - 10. Platz bei der Europameisterschaft Vertical Race

- 2006:
  - 10. Platz bei der Weltmeisterschaft Skibergsteigen Team mit Silvia Treimer

- 2009:
  - 3. Platz bei der Deutschen Meisterschaft Vertical Race, Hochgrat